# Château du Bois de la Motte
Ne doit pas être confondu avec Château de la Motte-aux-Bois.
Le château du Bois de la Motte est situé sur la commune de Pleslin-Trigavou en France.

## Localisation
Le château est situé sur la commune de Pleslin-Trigavou, dans le département des Côtes-d'Armor, dans la région Bretagne. Il se trouve au S-O de l'ancienne paroisse de Trigavou, proche de la D.2.

## Description
Le Bois de la Motte (château, motte et chapelle) se présente comme une île au milieu de l'étang qui lui sert de douves. 
Le château est un long corps de bâtiment percé de rares fenêtres, avec un pavillon central plus élevé permettant l'entrée, coiffé à la mansart. Celui-ci a conservé ses ouvertures abritant les poutres qui actionnaient l'ancien pont-levis (remplacé depuis par un pont de pierre).

## Historique
La châtellenie fut érigée en bannière en 1433, puis en marquisat en 1622 pour Jean (de Bellouan) d'Avaugour-Saint Laurent. 
Le château est inscrit au titre des monuments historiques par arrêté du 28 mai 1951.